# Elissa Huber
Elissa Huber (geboren 1987 in Mosbach, Baden-Württemberg) ist eine deutsche Sopranistin. Sie tritt mittlerweile hauptsächlich in Opern und Operetten auf.

## Leben und Wirken
Huber studierte nach dem Abitur von 2006 bis 2010 an der Bayerischen Theaterakademie August Everding in München Gesang, Schauspiel und Tanz. In den Anfangsjahren ihrer Karriere war sie zeitweise als Musicalsängerin aktiv. 2010 debütierte sie als Maureen in Jonathan Larsons Rockmusical Rent am Deutschen Theater in München. Es folgten weitere Musical-Engagements am Hamburger Operettenhaus, am Zürcher Theater 11 sowie ab Oktober 2011 in zahlreichen deutschen Städten auf Tournee – in den Rollen Herzogin Ludovika und Frau Wolf im Musical Elisabeth von Michael Kunze und Sylvester Levay.
2013 wechselte sie vom Musical in das klassische Sopranfach. 2015 schloss sie ihr Masterstudium an der Zürcher Hochschule der Künste ab und wurde an das Opernstudio der Mailänder Scala verpflichtet, wo sie im September 2016 als Erste Dame in der Mozart-Oper Die Zauberflöte unter dem Dirigenten Ádám Fischer debütierte. Am Theater für Niedersachsen übernahm sie 2017 die weibliche Hauptrolle der Agathe in Carl Maria von Webers romantischer Oper Der Freischütz. Ab der Spielzeit 2017/18 war sie Ensemblemitglied am Konzert Theater Bern. In Bern trat sie unter anderem als Donna Anna (Don Giovanni), als Fiordiligi (Così fan tutte) und als Micaëla in Carmen auf.
Im September 2018 gab sie an der Wiener Volksoper in der Rolle der Sylva Varescu in einer Neuinszenierung der Kálmán-Operette Die Csárdásfürstin (Regie: Peter Lund) unter der musikalischen Leitung von Alfred Eschwé ihr Debüt als Operettendiva, wofür sie sehr gute Kritiken erhielt. Die österreichische Tageszeitung Der Standard schrieb: „Elissa Huber zeichnet die Titelpartie als reales, facettenreiches Wesen. Ihre Varietékönigin Sylva Varescu ist feurig, stolz, schlampig, versoffen und heutig.“
Im Sommer 2019 sang sie bei den Seefestspielen Mörbisch die Lisa in der Lehár-Operette Das Land des Lächelns. In der Spielzeit 2019/20 übernahm sie, sich „zwischen Exzess und Biederkeit“ bewegend, an der Oper Graz die Rolle der Rosalinde in einer Neuproduktion der Strauß-Operette Die Fledermaus. In der Spielzeit 2019/20 verkörperte sie am Hessischen Staatstheater Wiesbaden die Titelrolle in Mark-Anthony Turnages Oper Anna Nicole. Ebendort übernimmt sie ab Oktober 2021 die Rolle der Sally Bowles in der Neuinszenierung des Musicals Cabaret.